# لقمه‌ماهی پروانه‌ای
لقمه‌ماهی پروانه‌ای (نام علمی: Urolophus papilio) نام یک گونه از سرده دم‌تاجی‌ها است.